# Love Me Back
「Love Me Back」（ラブ・ミー・バック）は、倖田來未の52枚目のシングル。2011年11月30日にrhythm zoneから発売。

## 解説
前作「愛を止めないで」から約2か月ぶりのシングル。またこのシングルより産休による休養期間に入る為、活動休止前最後のシングルとなっている（復帰シングルは『Go to the top』）。
表題曲「Love Me Back」は、ドラマの雰囲気に合うように、ちょっとミステリアスなサウンドを選びながらも、倖田來未らしい、パワフルに仕上げたダンスナンバー。
MVではシングルバージョンとアルバムバージョンと異なっており、前者バージョンだけを見ると、悪い男を捕まえるポリスだけのストーリーになっているが、後者バージョンでは、捕まってしまったマフィアのボスを救い出すシーンとなっている。
カップリングの「Say Her Name」はアルバム未収録。

## 収録曲
- 全作詞：Kumi Koda

### CD+DVD・CD・CD+グッズ(オリジナル大判ポーチ)盤

#### CD
1. Love Me Back [2:58]
作曲：Matthew Tishler、Liz Rodrigues
2. Say Her Name [3:21]
作曲：Ina Wroldsen、Andre Lindal、Geir Hvidsten
3. Love Me Back (Andy Price Remix) [3:59]

#### DVD
1. Love Me Back (MUSIC VIDEO)
2. Love Me Back (MAKING VIDEO)
3. a-nation 10th Anniversary for Life Charge‣Go!
ウイダーinゼリー ライブ映像

M1 め組のひと
M2 Bling Bling Bling
後にリミックスアルバム「Beach Mix」特典DVDにも収録。
M3 Poppin' love cocktail feat.TEEDA

## タイアップ
- フジテレビ系ドラマ『謎解きはディナーのあとで』オープニングテーマ (#1)
- music.jp TV-CFソング (#1)

## 収録アルバム
- Love Me Back
  - 『JAPONESQUE』(ビデオクリップはアルバムバージョン)
  - 『BEST 〜2000-2020〜』(ファンクラブ限定盤)

## 収録ライブ映像
- Love Me Back
  - 『KODA KUMI LIVE TOUR 2013 〜JAPONESQUE〜』(メドレー)
  - 『Koda Kumi 15th Anniversary First Class 2nd LIMITED LIVE at STUDIO COAST』(WALK OF MY LIFE、ファンクラブ限定盤)